# Mesoleuca lacticolor
Mesoleuca lacticolor är en fjärilsart som beskrevs av Barend J. Lempke 1950. Mesoleuca lacticolor ingår i släktet Mesoleuca och familjen mätare. Inga underarter finns listade i Catalogue of Life.